# 梦想
《夢想》是張信哲的第十五張大碟，也是他在科藝百代時期的第二張國語大碟。這張專輯鞏固了其「情歌王子」的地位，尤其甫憑藉上張國語專輯《寬容》獲得金曲獎最佳男演唱人獎的張信哲，次年再度憑藉這張專輯獲得提名。此外，張信哲的好友伍思凱也在這張專輯中參與了歌曲《且行且珍惜》的創作並且擔任製作人，這首歌曲也是為了用來表達兩人的真摯友情而創作的。

## 曲目
| 曲序 | 曲名             | 作曲   | 作詞           | 編曲           | 注釋                              |
| 01   | 夢               | 黄国伦 | 黃國倫         | 王豫民         | 演唱：陳艾玲                      |
| 02   | 我是真的         | 黃國倫 | 王中言         | 鲍比达         | 第一主打                          |
| 03   | 錯過你錯過愛     | 薛忠銘 | 黃桂蘭         | 鐘興民         | 第三主打 女聲：于台煙             |
| 04   | 逃               | 薛忠銘 | 孫維君         | 江建民、徐德昌 |                                   |
| 05   | 已經結束了嗎     | 王治平 | 王中言         | 王治平         |                                   |
| 06   | 愛情對我來說     | 馬兆駿 | 葉寒輝         | Martin Tan     |                                   |
| 07   | 太想愛你         | 葉良俊 | 厲曼婷         | 王豫民         | 第二主打 中視劇場《喜願花》片尾曲 |
| 08   | 男人也好女人也好 | 王治平 | 孫維君         | 王治平         |                                   |
| 09   | 愛我其實很容易   | 黃國倫 | 李俊廣         | 黃中岳         |                                   |
| 10   | 且行且珍惜       | 伍思凱 | 陳道明、厲曼婷 | 伍思凱         | 第四主打 原唱伍思凯               |
| 11   | 夢想成真         | 伍思凱 | 孫維君         | 鐘興民         |                                   |

## 唱片版本
- CD版
- 卡帶版

1. ↑  . 新京报.   [2020-05-18]. （原始内容存档于2020-06-02）.